# Nakomjakensee
Der Nakomjakensee (russisch Озеро Накомякен) ist ein 46 km² großer See im Putorana-Gebirge, dem Nordwestteil des Mittelsibirischen Berglands in der Region Krasnojarsk, Sibirien, Russland (Asien).

## Geographische Lage
Der Nakomjakensee befindet sich rund 260 km nördlich des nördlichen Polarkreises im Westteil des Putorana-Gebirges (max. 1701 m). Weder am See noch in seiner Umgebung gibt es Siedlungen, aber an seinem Ufer stehen mancherorts Isbas, traditionelle russische Holzhütten.
Die östlich des nordöstlichen Seeendes befindlichen Berge sind bis 1181 m hoch; zu den Gebirgsteilen nahe dem See gehören die nördlichen Nakomjakenberge (bis 1010 m), die nordöstlichen Akyrmaberge (bis 818 m), die südwestlichen Toneljberge (bis 950 m) und die östlichen Tangoiberge (bis 1033 m). Während der See von Tonelj, Nerungda und Langa sowie vielen anderen Bächen gespeist wird, ist die Nakma am Nordostufer sein einziger Abfluss, deren Wasser letztlich über die weit entfernte Pjassina zur Karasee (Teil des Nordpolarmeers) fließt.
Der sich etwa in Südwest-Nordost-Richtung erstreckende See, der etwa 89 m hoch liegt, ist rund 32 km lang und im Mittelteil bis 2 km breit. Sein Einzugsgebiet ist etwa 1.330 km² groß.
Im Einzugsgebiet des Nakomjakensees liegen im Südwesten der kleine Toneljsee und zudem viele Kleinseen und Fließgewässer. Außerhalb dieses Gebiets befinden sich unterhalb des Sees der von der Nakma gespeiste Sobatschjesee.

## Klima, Flora und Fauna
Die Region des Nakomjakensees liegt im Bereich des Permafrostbodens. Der See ist alljährlich von Anfang Oktober bis Ende Juni oder Anfang Juli von Eis bedeckt. An seinen Ufern gedeihen boreale Nadelwälder (Taiga) und auf den vielerorts plateauartigen Bergen herrscht Tundra mit Moosen und Flechten vor. Im fischreichen See leben unter anderem Barsche und Lachsfische.